# Evangelische Allianz in Deutschland
Die Evangelische Allianz in Deutschland (EAD; früher: Deutsche Evangelische Allianz) ist ein Netzwerk evangelikaler Christen aus verschiedenen Kirchen und Gemeinschaften, die sich auf einer gemeinsamen Glaubensbasis verbunden fühlen. Es handelt sich um den deutschen Zweig einer internationalen Einheitsbewegung, die 1846 in London ihren Ursprung hatte. Ziel war damals wie heute die Einheit der Christen, gemeinsames Beten, gemeinsamer Glaube, gemeinsames Bezeugen des Evangeliums und die Übernahme gesellschaftlicher Verantwortung.
Rechtlich ist die Evangelische Allianz Deutschland als eingetragener Verein mit Sitz in Bad Blankenburg in Thüringen organisiert; der Verein bildet die Klammer eines Netzwerks aus rund 900 „Ortsallianzen“ sowie 370 ideell mit der Allianz verbundenen Vereinen und Werken, die indes juristisch-organisatorisch nicht von der EAD abhängig sind.
Die EAD gehört zum Netzwerk der Europäischen Evangelischen Allianz und der Weltweiten Evangelischen Allianz. Regelmäßiges Publikationsorgan ist das Quartalsmagazin EiNS.

## Theologische Basis
Die theologische Basis der Evangelischen Allianz Deutschland betont:
- die Allmacht, Gnade, Schöpfung, Offenbarung, Erlösung, Endgericht und Vollendung durch den biblisch bezeugten Gott
- die göttliche Inspiration der Heiligen Schrift und ihre völlige Zuverlässigkeit und höchste Autorität in allen Fragen des Glaubens und der Lebensführung
- die Erlösungsbedürftigkeit, das heißt völlige Sündhaftigkeit und Schuld der Menschen, die ihn Gottes Zorn und Verdammnis aussetzen
- Erlösung des Menschen allein durch Gottes Gnade aufgrund des Opfertodes Jesu
- Bekehrung und Wiedergeburt des Menschen durch den Heiligen Geist
- das Priestertum aller Gläubigen, das zur Verkündigung des Evangeliums verpflichtet
- die sichtbare Wiederkunft Jesu Christi, leibliche Auferstehung der Toten zu Gericht und ewigem Leben der Erlösten

Damit wird die Evangelische Allianz Deutschland ebenso wie ihre Dachverbände dem Evangelikalismus zugeordnet und versteht sich auch selbst als Netzwerk evangelikaler Christen aus unterschiedlichen Kirchen, Gemeinden und Gruppen. Jürgen Werth, ehemaliger Vorsitzender der Allianz, definierte evangelikal gemeinsam mit Fritz Laubach folgendermaßen: „Sie sammeln sich um Bibel und Gebet und betonen die Notwendigkeit einer bewussten Glaubensentscheidung. Leben im Glauben bedeutet für sie gemeinsames missionarisches Zeugnis und soziales Engagement. Kritischen Anfragen an den christlichen Glauben und das kirchliche Bekenntnis stehen sie offen gegenüber und suchen nach konstruktiven Antworten. Sie halten an der Vertrauenswürdigkeit der Bibel und am Bekenntnis fest.“ Er definiert evangelikal weiter als „evangelisch“ im Ursprungssinne der reformatorischen Grundsätze: Sola fide, Sola scriptura, Sola gratia, Solus Christus. 2018 wurde die gemeinsame Basis des Glaubens sprachlich überarbeitet.

## Geschichte

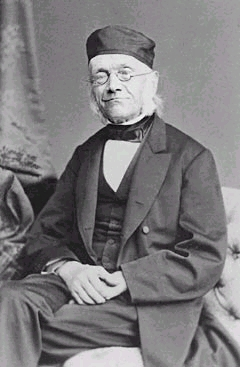
August Tholuck

Gottfried Wilhelm Lehmann

Anna von Weling

Georg von Viebahn

Vom 1. bis 3. Oktober 1845 fanden sich in Liverpool insgesamt 216 Vertreter von zwanzig verschiedenen britischen Denominationen zusammen, um eine Gründungskonferenz für eine internationale Evangelische Allianz vorzubereiten. In diesem Zusammenhang wurden auch Einladungen an deutsche Kirchenvertreter ausgesprochen. Die Adressaten der Einladungsschreiben sind jedoch nicht mehr alle bekannt. Aus der Liste der Konferenzteilnehmer 1846 lassen sich nur die Namen derer ermitteln, die diese Einladung annahmen. Zu ihnen gehörte unter anderen der evangelische Pfarrer Christian Gottlob Barth, der Calvin-Forscher Jules Bonnet, der protestantische Theologieprofessor August Tholuck und Johann Gerhard Oncken, der Begründer der deutschen Baptistenbewegung. Auch die streng lutherisch ausgerichtete Berliner Theologische Fakultät hatte eine Einladung nach London erhalten. In ihren Akten befindet sich der nicht veröffentlichte Entwurf eines Antwortschreibens, das von dem Alttestamentler Ernst Wilhelm Hengstenberg verfasst worden war: Es [ergänze: Eine Teilnahme an der Gründungskonferenz] heiße die Kirche verraten, wenn mann sich mit den Cananitern, Hethitern, Amoritern, Pheresitern und Jebusitern der Neuzeit verbrüdern und verschwägern wolle. Nicht 'Friede, Friede!' rufen, sondern 'Hie Schwert des Herrn und Gideon!' . Der Kirchengeschichtler August Neander, ebenfalls Lehrstuhlinhaber der Berliner Universität und ein Vertreter der deutschen Erweckungsbewegung, widersprach Hengstenberg, nahm an der Gründungskonferenz teil und machte seinen Schüler Johann Hinrich Wichern, Begründer der Inneren Mission auf die Allianzbewegung aufmerksam. Wichern nahm den Gedanken einer evangelischen Allianz zunächst begeistert auf, wandte sich aber später enttäuscht davon ab, da die Allianzbemühungen seiner Einschätzung nach eher eine geistliche als eine praktisch-diakonische Zusammenarbeit zum Ziel hatten. Sein geistiger Ziehvater Tholuck blieb gegenüber der Gründung eines deutschen Zweiges der Allianz eher indifferent, war aber bis ins hohe Alter Gast und gern gehörter Referent bei den Konferenzen der Weltweiten Evangelischen Allianz.
1851 fand in London die zweite Konferenz der Weltweiten Evangelischen Allianz statt. Der Kreis der deutschen Teilnehmer hatte sich erweitert. Neben Georg Treviranus, Pastor der Bremer St.-Martini-Gemeinde, hatten sich auch der reformierte Elberfelder Theologe Friedrich Wilhelm Krummacher, der Berliner Baptistenprediger Gottfried Wilhelm Lehmann und der evangelische Karlsruher Pfarrer Jakob Theodor Plitt nach England begeben. Nach Deutschland zurückgekehrt gründeten die norddeutschen Teilnehmer das Komitee des Norddeutschen Zweiges der Evangelischen Allianz.

### Norddeutscher Zweig
Das erste norddeutsche Allianz-Komitee entwickelte offensichtlich keine bedeutenden Aktivitäten, denn einige Zeit später erfolgte im Jahr 1851 in Berlin unter dem Namen Norddeutscher Zweig der Evangelischen Allianz eine Neugründung. Initiatoren waren der evangelische Pfarrer Eduard Wilhelm Theodor Kuntze und der bereits erwähnte Baptistenprediger Gottfried Wilhelm Lehmann. Der norddeutsche Zweig der Evangelischen Allianz nannte sich in der Öffentlichkeit zunächst Evangelischer Bund. Man traf sich zunächst einmal pro Monat im Pfarrhaus an der Berliner Elisabeth-Kirche und erlebte ein rasches Wachstum. Neben weiteren Gliedern der Landeskirche kamen Methodisten und Angehörige der Brüdergemeinde hinzu, so dass die monatlichen Treffen ins Missionshaus an der Sebaststraße verlegt wurden. Ein dort beschlossenes Statut, in dem das 1846 beschlossene Glaubensbekenntnis der Evangelischen Allianz aufgenommen und durch weitere Beschlüsse bezüglich Mitgliedschaft und Zielsetzungen erweitert worden war, wurde von folgenden Personen unterschrieben: Eduard Wilhelm Theodor Kuntze (Pastor an der St.-Elisabeth-Kirche), Salomon Lachs (Professor am Königlichen Taubstummen-Institut), Kollberg (Hilfsprediger an der St.-Elisabeth-Kirche), Lobeck (Generalagent der Berliner Lebens-Versicherungs-Gesellschaft), Gottfried Wilhelm Lehmann (Ältester der Baptistengemeinde), Wünsche (Prediger der Brüdergemeinde), Nickel (Rentier) und Ferdinand Bues (Prediger der Baptistengemeinde).
Im Jahr 1853 formte sich ein Allianzkreis in Hamburg, möglicherweise unter Mithilfe von Johann Gerhard Oncken, dem Wegbereiter des deutschen Baptismus. Oncken hatte an der Gründungsversammlung der Evangelischen Allianz im Jahr 1846 in London teilgenommen.

### Allianzkonferenz 1857 in Berlin
Die dritte Konferenz der internationalen Evangelischen Allianz, die vom 9. bis zum 17. September 1857 in der Berliner Garnisonkirche stattfand und vom Evangelischen Bund mitorganisiert worden war, brachte für die deutsche Allianzbewegung den entscheidenden Durchbruch. Fast tausend Theologen und ca. 300 Laien nahmen an der Versammlung teil. Schirmherr wurde der preußische König Friedrich Wilhelm IV., entgegen der Warnung von Friedrich von Maltzan (Rostock), nicht „die kirchliche Union zwischen lutherischen und reformierten Gemeinden in Preußen weiterhin zu fördern“. Der Monarch unterstützte die Organisation der Veranstaltung mit 200 Friedrich d’or, der Magistrat der Stadt Berlin beteiligte sich mit 1.500 Talern. Am 11. September 1857 lud der König die Konferenzteilnehmer, rund 800 Personen, zu einem Empfang ins Schloss Sanssouci ein.
Auf der Berliner Konferenz hatten sich die Abgeordneten aller Kirchen zu ihrer eigenen Kirche bekannt, jedoch auch ihren Willen eines gemeinsamen Bruderbundes bekundet. Landeskirchliche wie auch freikirchliche Vertreter hatten ihren Willen zur Mission geäußert und der Ruf nach einer staatsfreien Volkskirche war verstärkt worden.

### Entwicklung ab 1858
Als Folge der Berliner Konferenz bildete sich 1858 ein Württembergischer Zweig der Evangelischen Allianz, der als „Verein zur Förderung der Liebe und Eintracht unter den Christen“ gegründet worden war. Die erste Württembergische Allianzversammlung fand am 2. Februar 1859 in Ludwigsburg statt.
Die erste Allianzgebetswoche wurde für das Jahr 1860 ausgerufen. Dabei bediente man sich der Texte, die von der britischen Allianz zur Verfügung gestellt wurden. Die Gebetsanliegen wurden durch zwei Referenten vorgetragen. Zwei andere Referenten beteten dann im Namen aller Versammelten.
Um 1860 entstand ein rheinischer Zweig, an dessen Spitze Pfarrer Gräber, Präses der Barmer Missionsgesellschaft, stand. Zudem bildete sich eine Gruppe von Allianzfreunden in Berlin, die 1875 von dem Vorsitzenden Graf Egloffstein und dem Sekretär Hermann Meßner geleitet wurde. Im Rahmen eines Besuches von James Davis, einem Vertreter der englischen Allianz, im Jahr 1876 kam es zu einem Treffen mit dem deutschen Reichskanzler Otto von Bismarck. Der sah den Wert der Allianz in einer gemeinsamen Plattform für wechselseitigen Austausch und vereinigtes Handeln zur Verteidigung der Prinzipien bürgerlicher und religiöser Freiheit.
Am 6. Oktober 1880 wurden in Barmen der Vorstand der inzwischen gegründeten „Freien Evangelischen Vereinigung“ und der „Westdeutschen Evangelischen Allianz“ vereinigt zum „Westdeutschen Komitee der Evangelischen Allianz“. Vorsitzender für die nächsten neun Jahre wurde Theodor Christlieb, sein Stellvertreter wurde der Barmer Missionsinspektor Friedrich Fabri. Seitdem gab es Westdeutsche Allianzkonferenzen. Die Konferenz fand jedes zweite Jahr in Siegen statt, in den dazwischen liegenden Jahren an verschiedenen anderen Orten im nördlichen Rheinland und dem westlichen Westfalen.
Im November 1881 rief das Komitee des deutschen Zweiges der Evangelischen Allianz zur allgemeinen Teilnahme an der Allianzgebetswoche im folgenden Jahr auf. Graf Bismarck-Bohlen und Andreas Graf Bernstorff unterschrieben den Aufruf. In 192 Orten wurde das Gebetsprogramm dann in der Zeit vom 1. bis 7. Januar 1882 durchgeführt.

### Blankenburger Allianzkonferenz

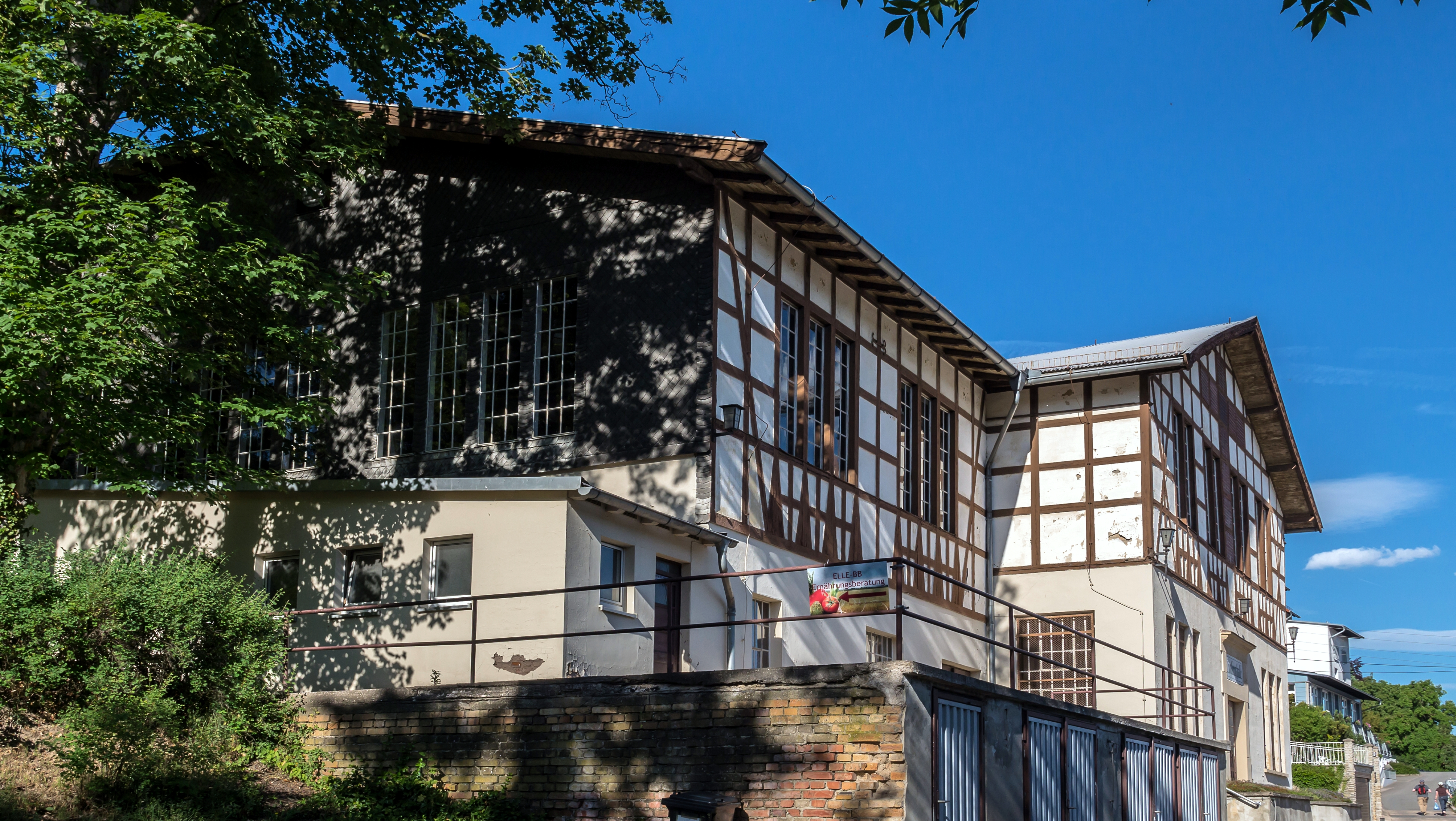
Die denkmalgeschützte Konferenzhalle in Bad Blankenburg

Die Initiatorin, Anna von Weling, war durch die Teilnahme an Konferenzen der Heiligungsbewegung, etwa der Mildmay-Konferenz in der Nähe Londons, bestrebt, ähnliche Veranstaltungen auch in Deutschland durchzuführen. Vom 13. bis 15. September 1886 fand auf ihre Einladung hin in Bad Blankenburg die erste deutsche Allianzkonferenz unter dem Titel „Allianzkonferenz zur Vertiefung des Glaubenslebens“ unter der Leitung von Heinrich Peter Ziemann mit 28 Teilnehmern statt. Während sie im ersten Jahrzehnt ihres Bestehens neben der Berliner Allianz ihren Anteil am Aufbau der deutschen evangelischen Allianz leistete, entwickelte sie sich in der zweiten Dekade ihrer Existenz zu einem Gegenpol der nord- und der inzwischen auch entstandenen westdeutschen Allianzen. Erich Beyreuther beschreibt insbesondere ihre Zeit zwischen 1900 und 1910 als eine Epoche, in der die Blankenburger Allianzkonferenz nicht nur „gesammelt“ und „aufgebaut“, sondern auch „verwirrt“ und „abgestoßen“ hat. Gründe für diese gegenläufigen Einschätzungen waren einerseits die in Blankenburg vehement geäußerte Kritik an aller verfassten Kirchlichkeit, die sich sowohl gegen die evangelischen Landes- als auch an die Adresse der traditionellen Freikirchen richtete. Diese wurden geschürt durch die bedeutenden Blankenburger Redner Friedrich Wilhelm Baedeker und Georg von Viebahn, der aus der Landeskirche ausgetreten war. Gerade Letzterer hatte indes ein sehr differenziertes Bild von der Allianzkonferenz, wo er den „brüderlichen“ Kontakt mit vielen anderen Christen schätzte und ihnen „mit dem teuren Wort Gottes zu dienen“ beabsichtigte. Er wurde jedoch nie Mitglied der der Allianz und warnte davor, die Allianz als „gottgewollte Lösung der ersehnten Einheit der Gläubigen“ misszuverstehen und sie mit der „in Christo vorhandenen, von Gott gemachten Einheit des Leibes“ zu verwechseln.
Ein anderer Problemherd zwischen Blankenburg und den anderen Regionalallianzen lag im Aufkommen der Pfingstbewegung. Während die Blankenburger Konferenzen Anfang des 20. Jahrhunderts stark unter den Einfluss dieser Bewegung gerieten, waren die anderen Allianzkreise eher kritisch-distanziert. Gemeinsam mit der deutschen Gemeinschaftsbewegung lösten sich allerdings dann auch die Blankenburger von den Pfingstlern. Verantwortliche der Blankenburger Allianzkonferenz initiierten eine Konferenz am 15. September 1909 in Berlin, auf der man sich in der sogenannten Berliner Erklärung von der entstehenden Pfingstbewegung distanzierte.
In den Konfliktzusammenhang gehört auch das von Anna von Weling im Jahr 1890 gegründete und bis in das Jahr 1940 erscheinende Evangelische Allianzblatt. Die Redaktion leitete ab 1903 Bernhard Kühn, der einen „scharf kritischen Ton“ gegen die Kirche anschlug. Kühns Nachfolger wurde im Jahr 1914 Otto Dreibholz. Seine Arbeit war ein erster Schritt zu einer Normalisierung des Verhältnisses zwischen Kirche und Allianz und auch der verschiedenen Richtungen der Allianzen untereinander. Die entscheidende Wende trat ein, als Gustav Friedrich Nagel (1868–1944), Prediger des Bundes Freier evangelischer Gemeinden, 1919 die Leitung des Allianzblattes übernahm. 1924 wurde er zunächst zum zweiten und 1926 schließlich zum ersten Vorsitzenden des Deutschen Zweiges der Evangelischen Allianz gewählt. Seit dieser Zeit tagte der Hauptvorstand der Deutschen Evangelischen Allianz während der Blankenburger Konferenzen und machten so die Brücke sichtbar, die zwischen den getrennten Allianzen geschlagen worden war. Ebenfalls im Jahr 1924 wurde das Allianzblatt zum offiziellen Organ des deutschen Allianz-Gesamtverbandes.

### Zeit des Nationalsozialismus
Das Verhältnis der Deutschen Evangelischen Allianz zum Nationalsozialismus war zunächst durch Abwarten, dann aber durch ein Schweigen bestimmt, das später unter anderem vom frei-evangelischen Prediger Friedrich Heitmüller, Mitglied im Nachkriegsvorstand der DEA, als „schuldhaft“ bewertet wurde. Bereits auf die Machtergreifung Adolf Hitlers reagierte die Evangelische Allianz in ihrem Veröffentlichungsorgan, dem Ev. Allianzblatt, nicht. Als nach der Ernennung Alfred Rosenbergs zum Reichsschulleiter die organisatorische Lahmlegung des Christentums deutlich wurde, setzte man sich von der Bekennenden Kirche ab und mied den Kontakt mit von der Gestapo auf Grund ihrer Verkündigung Verfolgten. Der erste Vorsitzende des Evangelischen Gnadauer Gemeinschaftsverbandes, Pfarrer Walter Michaelis, vertrat ab 1936 die Auffassung, dass man vonseiten der Allianzverantwortlichen die Situation „verharmlose“. Michaelis, Vertreter des damals größten deutschen Gemeinschaftsverbandes mit rund 500.000 Mitgliedern, trat am 3. April 1937 aus dem Hauptvorstand der Evangelischen Allianz aus.
1938 kam es zum Anschluss Österreichs an das Deutsche Reich. Über Aktivitäten und Äußerungen des Allianzkreises in Wien sind wir sogar für die Kriegsjahre, mit ihrer für die Kirchengeschichte des Deutschen Reiches sonst ungünstigeren Quellenlage, gut informiert. Vom Baptistenprediger Arnold Köster sind zahlreiche Predigten mit nationalsozialismuskritischen Aussagen erhalten. Als das Deutsche Reich am Höhepunkt seiner militärischen Macht war, sprach er in einer Andacht anhand des Propheten Obadja über die Selbstherrlichkeit Edoms und zog eine aktuelle Parallele:
„Wenn die Führer unseres Volkes so selbstsicher reden und so vermessen, dann kann die Gemeinde Jesu Christi das nur mit bangem Herzen hören und hat schlaflose Nächte darüber, weil sie das Gericht Gottes nahen spürt!“

### Die Nachkriegszeit

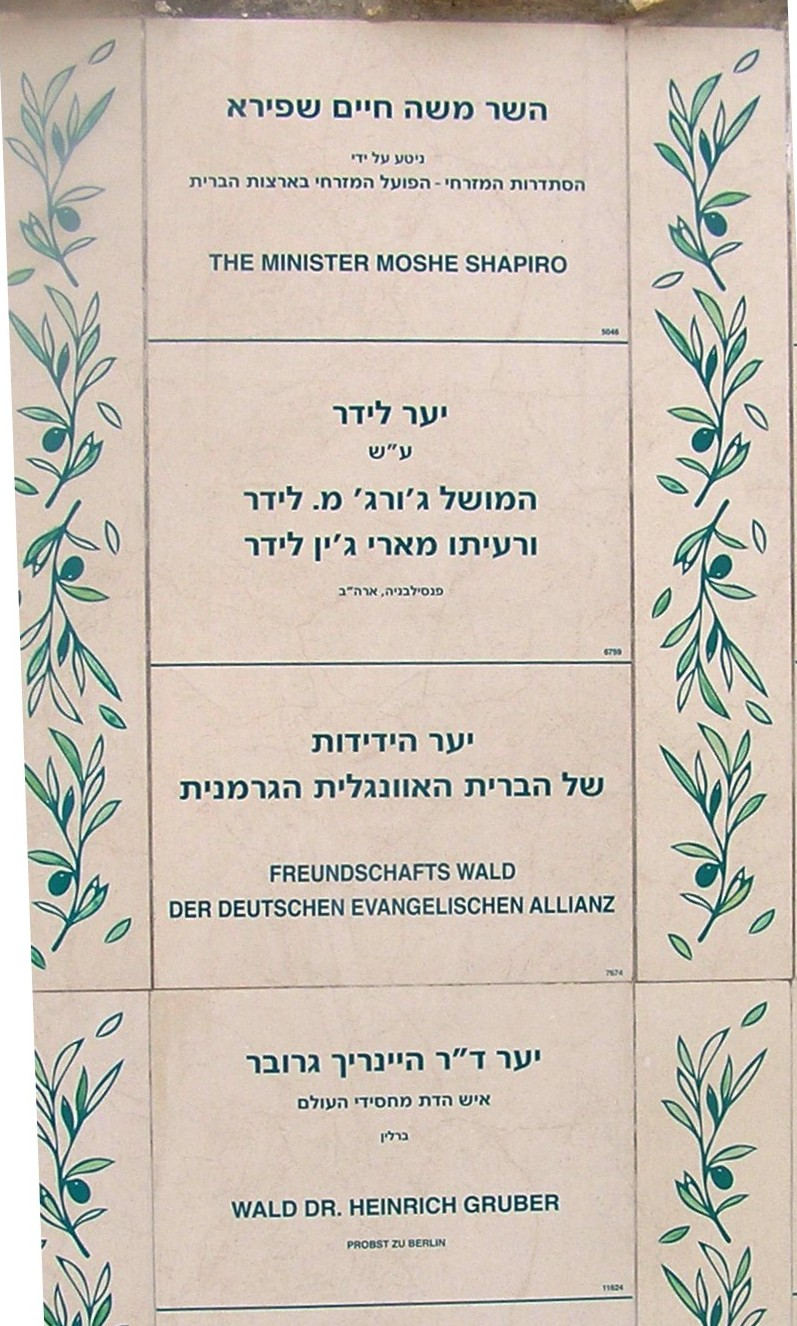
Tafel im Jerusalemer Wald, die ein von der DEA in den 1950ern gestiftetes Waldstück als Freundschaftswald der DEA widmet, neben anderen Tafeln

Ende des Jahres 1946 blickte der neue 1. Vorsitzende Walter Zilz in dem ersten nach dem Krieg veröffentlichten Flugblatt der Evangelischen Allianz selbstkritisch zurück:

„Wir bekennen, daß das Zeugnis der Evangelischen Allianz oft nicht klar und geistesmächtig genug gewesen ist. Wir sind den Mächten des Unglaubens in unserem Volk nicht stark und mutig genug entgegengetreten und haben auch die Bedürfnisse unserer Zeit zu wenig in treuer Fürbitte priesterlich vor Gott gebracht.“

Das Programm der Gebetswoche 1947 enthielt ein Schuldbekenntnis.
Nach dem Krieg belebte sich die Arbeit der DEA. So fand ab 1946 wieder die jährliche Gebetswoche statt, ebenso wurden Allianzkonferenzen an zahlreichen Orten veranstaltet. Zum Schwerpunkt der DEA in den fünfziger und sechziger Jahren entwickelte sich die Mission im Inland, mit der die „entchristlichten Massen“ erreicht werden sollten. So initiierte die DEA ab dem Jahr 1953 evangelistische Massenveranstaltungen mit dem US-amerikanischen Evangelisten Billy Graham in deutschen Städten. Auf Anraten von Graham (er vertrat die Auffassung: „Deutschland muss durch Deutsche evangelisiert werden.“) wurde der Verein „Großevangelisation der Deutschen Evangelischen Allianz“ ins Leben gerufen, der in Abstimmung und Zusammenarbeit mit örtlichen Allianzkreisen Evangelisationen mit Gerhard Bergmann durchführte.
Prägenden Einfluss auf die Nachkriegsentwicklung der Allianz hatte als langjähriger Zweiter Vorsitzender der westfälische Pfarrer und Evangelist Paul Deitenbeck, dessen Paul-Deitenbeck-Gedächtnis-Stiftung sich in erster Linie um das Allianzhaus in Bad Blankenburg kümmert.

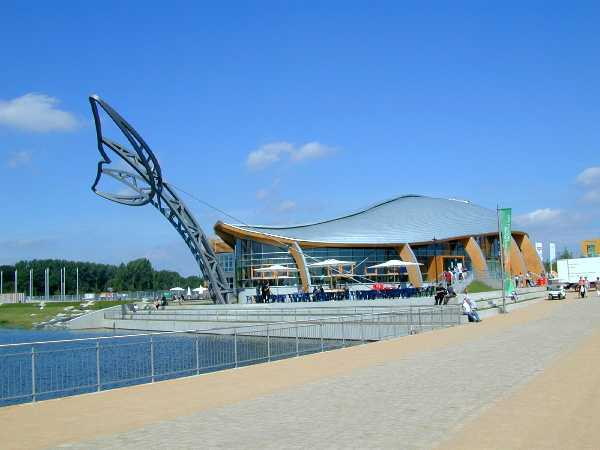
Expo-2000-Wahrzeichen: Pavillon der Hoffnung (Expowal) von WVD, CVJM und DEA.

Im Zusammenhang mit der deutschen Wiedervereinigung war es wesentlich der damalige Generalsekretär der westdeutschen Allianz, Hartmut Steeb, der – nach umgekehrtem Muster wie bei der staatlichen Wiedervereinigung – die Wiedervereinigung der beiden deutschen Allianzen betrieb, indem die westdeutsche Allianz der der DDR beitrat. Somit wurde 1991 der Hauptsitz wieder Bad Blankenburg; die Geschäftsstelle blieb noch bis 2004 in Stuttgart und wurde dann ebenfalls nach Bad Blankenburg verlegt.
Im Gegensatz zu ihrer früheren Positionierung öffnete sich die Deutsche Evangelische Allianz nunmehr auch für die Pfingstbewegung. Mit Ekkehart Vetter wurde 2016 erstmals einer ihrer Vertreter zum Vorsitzenden gewählt.
Im Jahr 2000 beteiligte sich die Allianz gemeinsam mit World Vision Deutschland und dem CVJM-Gesamtverband mit dem Projekt Pavillon der Hoffnung an der Expo 2000, eigener Thementag war der 31. Juli 2000.

#### Vorsitzende und Generalsekretäre in der Nachkriegszeit
Die Vorsitzenden der westdeutschen Evangelischen Allianz nach dem Krieg waren:
- Walter Zilz (1945–1957)
- Paul Schmidt (1958–1967)
- Wilhelm Gilbert (1967–1979)
- Manfred Otto (1979–1984)
- Fritz Laubach (1984–1991)

Langjähriger Vorsitzender der Evangelischen Allianz in der DDR war
- Manfred Kern (1979–1988)

Seit 1972 gab es bei der westdeutschen und seit 1988 bei der Allianz der DDR einen hauptamtlichen Generalsekretär. In Westdeutschland war dies:
- Hartmut Steeb, 2012Peter Schneider (1972–1988)[47]
- Hartmut Steeb (1988–1991)

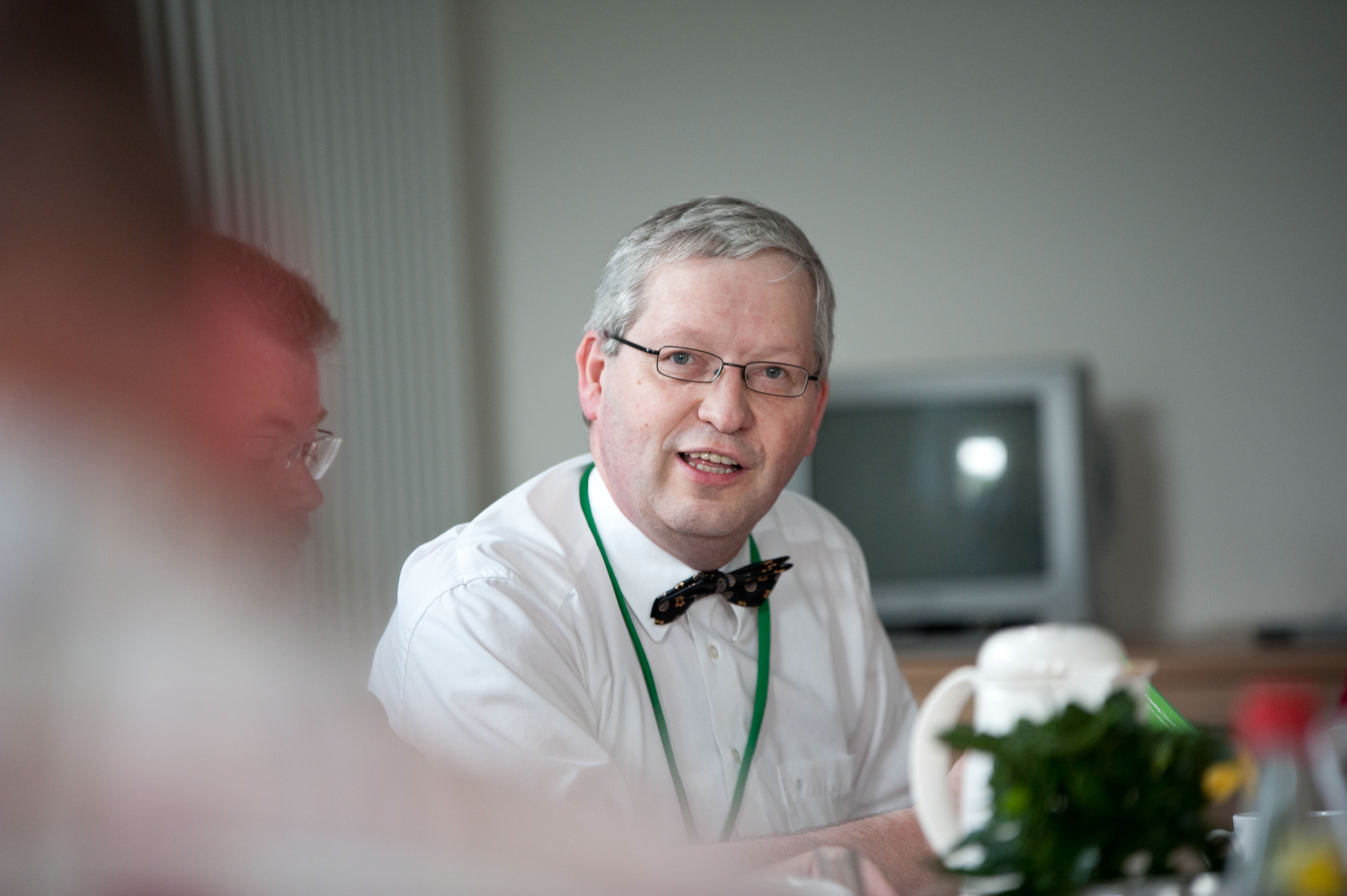
Hartmut Steeb, 2012

Einziger hauptamtlicher Generalsekretär der Allianz der DDR war wiederum:
- Manfred Kern (1988–1991)

Die Vorsitzenden der wiedervereinigten Deutschen Evangelischen Allianz waren:
- Jürgen Stabe (1991–1994)
- Rolf Hille (1994–2000)
- Peter Strauch (2000–2006)
- Jürgen Werth (2007–2011)
- Michael Diener (2012–2016)
- Ekkehart Vetter (2017–2022)[48]

Generalsekretäre nach der Wiedervereinigung waren:
- Hartmut Steeb (1991–2019)
- Reinhardt Schink (2019–2022)

#### Struktur
Bis 2022 bildete der sog. Hauptvorstand das geistliche Leitungsgremium der Deutschen Evangelischen Allianz. Ihm gehörten etwa 60 Vertreter der evangelikalen Bewegung aus unterschiedlichen Kirchen, Verbänden und Werken an, die für jeweils sechs Jahre gewählt waren. Sie waren zugleich auch die Mitglieder des Vereins Deutsche Evangelische Allianz e. V. Der Hauptvorstand leitete die Arbeit der Deutschen Evangelischen Allianz mit dem Ziel, die Einheit der Gemeinde Jesu zu fördern, Initiativen zu entwickeln, Stellungnahmen zu aktuellen theologischen und gesellschaftlichen Fragen herauszugeben und internationale Beziehungen zur Europäischen und zur Weltweiten Evangelischen Allianz zu pflegen. Zum Geschäftsführenden Vorstand gehörten neun gewählte Vertreter des Hauptvorstands an: Der Generalsekretär sowie die beiden Vorsitzenden waren jeweils einzeln vertretungsberechtigt.
Die Mitgliederversammlung in Bad Blankenburg beschloss 2022 eine Strukturreform. Die bisherige klassische Gremienstruktur wurde zugunsten eines agilen, schlanken und projektorientierten Netzwerks, das schnellere Prozesse ermöglicht, weitgehend aufgelöst (Näheres siehe unten).

## Gegenwart

### Organisationsstruktur
Die Evangelische Allianz versteht sich als Netzwerk bzw. Bewegung von Christen. Von diesem Selbstverständnis her sammelt sie keine Mitglieder. Trotzdem wurden organisatorische Mindeststrukturen geschaffen, um die Allianzarbeit zu ermöglichen.
Seit Ende 2022 gilt folgende Organisationsstruktur:
- Vorstand: Doppelspitze
- Mitgliederversammlung: 15 Mitglieder (darunter der Vorstand)
- Konvent: Beratergremium für die Mitgliederversammlung, bestehend aus rund 70 Leitungspersonen aus dem Netzwerk (5 davon sind zugleich auch in der Mitgliederversammlung)

Die offizielle Einführung der Amtsträger fand am 21. März 2023 bei einem Festakt in Bad Blankenburg statt, womit die Umstrukturierung zugleich ihren Abschluss fand. Eine 15-köpfige und damit deutlich kleinere Mitgliederversammlung als bisher (siehe oben) verantwortet alle rechtlichen und finanziellen Themen sowie die grundlegenden Positionierungen. Daneben arbeitet der Konvent als theologisches Beratungsgremium mit etwa 70 Vertretern der Ortsallianzen, Werke und Verbände zusammen. Sprecherin des Konvents ist Pfarrerin Maike Sachs, Studienleiterin am Albrecht-Bengel-Haus in Tübingen. In einem Netzwerk von „Runden Tischen“ bilden sich die Gruppen, Arbeitskreise, Projekte und Initiativen ab, um an Ideen und Themen weiterzuarbeiten. Alle drei Jahre findet ein wegweisendes EAD-Forum statt, das innovative Impulse zur Weiterentwicklung des Engagements der EAD sowie der beteiligten rund 900 lokalen Netzwerke, setzt.

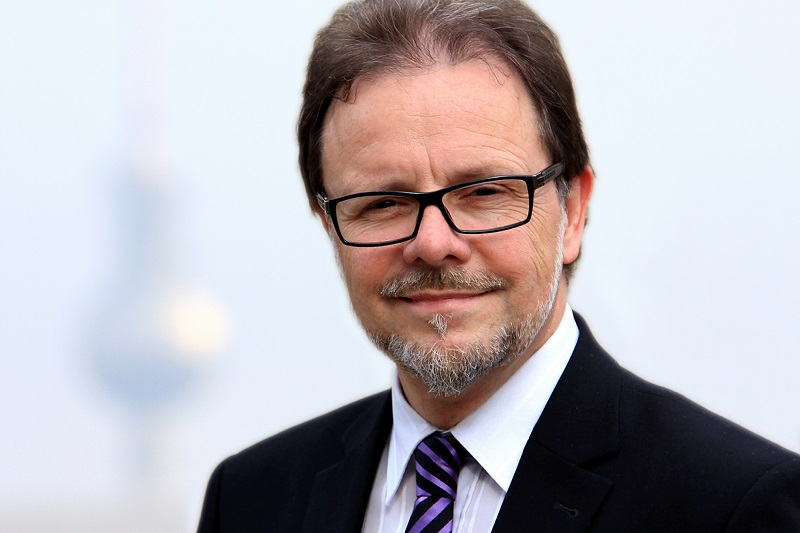
Frank Heinrich (2015)

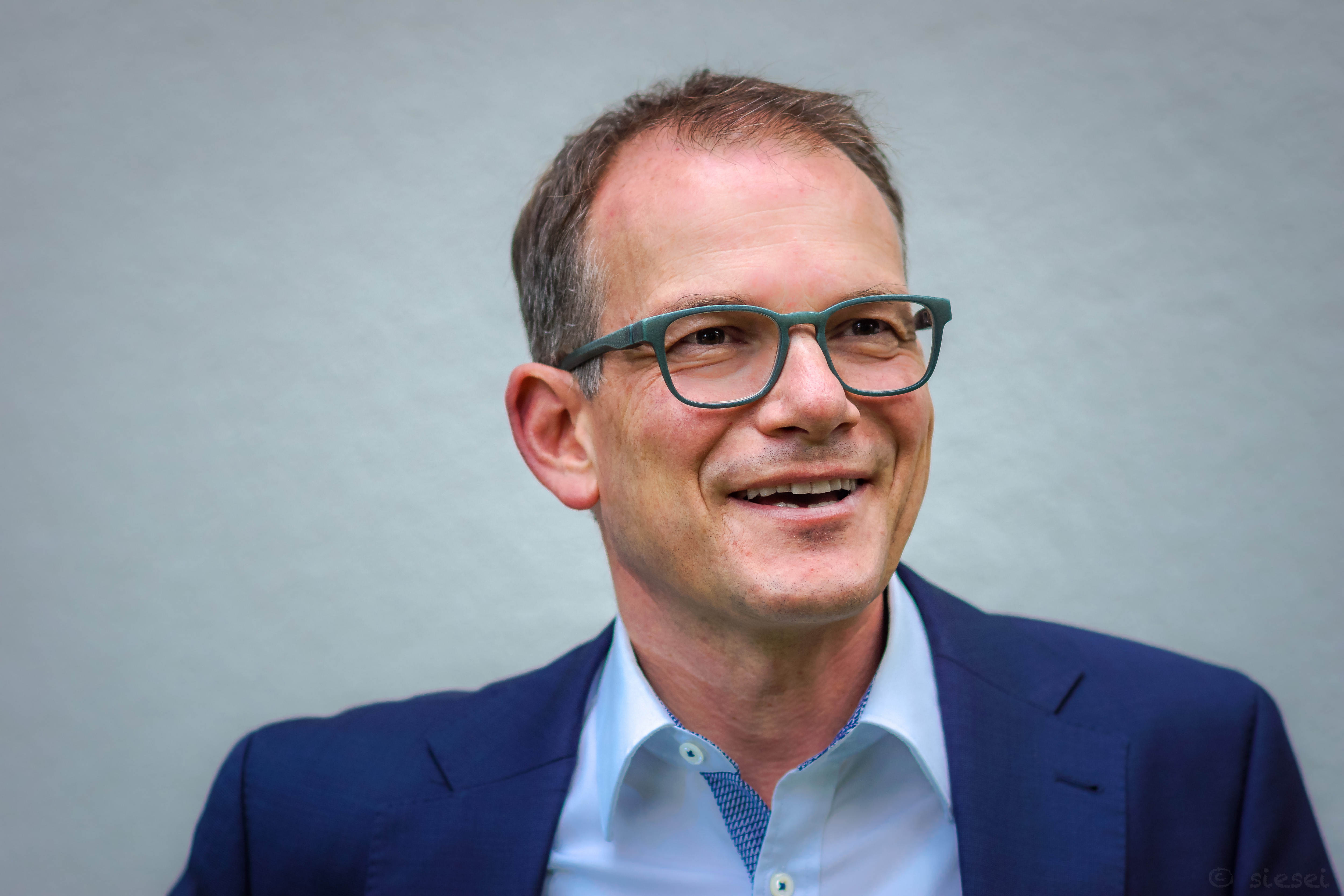
Reinhardt Schink (2018)

Beauftragter für Theologie, Evangelisation und Gemeindeentwicklung ist seit 2023 Alexander Garth.

### Institut für Islamfragen
Das der EAD angeschlossene Institut für Islamfragen bietet Informationen über den Islam aus evangelikaler Perspektive. Es wurde am 19. Oktober 1999 unter dem Dach der Lausanner Bewegung gegründet und wird seit 2004 gemeinschaftlich von den Evangelischen Allianzen in Deutschland, Österreich und der Schweiz getragen. Erster Vorsitzender ist Frank Hinkelmann, den zweiten Vorsitz hat Dietrich Kuhl inne; wissenschaftliche Leiterin ist Christine Schirrmacher. Das Institut bietet online ein Fatwa-Archiv.

### Nahestehende Organisationen
Rund 350 Werke und Einrichtungen gelten als „nahestehende Organisationen“, die nach dem Grad der Verbundenheit in drei Kategorien eingeteilt werden:
- Kategorie I: „Selbständige Werke, die eng mit dem Hauptvorstand der Deutschen Evangelischen Allianz zusammenarbeiten, da sie entweder direkt von der EAD oder mit Unterstützung der EAD gegründet worden sind oder später bewusst als solche der EAD angeschlossen wurden“
- Kategorie II: „Selbständige diakonische, evangelistische, missionarische und seelsorgerliche Werke, die überregional arbeiten und sich in ihren Satzungen mit der Zusammenarbeit der Evangelischen Allianz verbunden fühlen und regelmäßigen Kontakt zur Geschäftsstelle der EAD halten“
- Kategorie III: „Werke und Einrichtungen, die der Evangelischen Allianz nahestehen, die Glaubensbasis der EAD in ihren Satzungen oder Grundsätzen jedoch nicht offiziell erwähnen“

Die letzte Kategorie umfasst auch Freikirchen und kirchliche Gemeinschaftsverbände. Nicht kategorisiert ist die Arbeitsgemeinschaft Christlicher Kirchen in Deutschland, in der die Allianz Beobachterstatus hat.

### Clearingstelle
Nachdem 2014 Vorwürfe laut geworden waren, in einzelnen Organisationen mit Kontakt zur Evangelischen Allianz habe es geistlichen Machtmissbrauch gegeben, wurde eine sogenannte Clearingstelle (Aufklärungsstelle) eingerichtet, um entsprechenden Hinweisen nachzugehen und Konflikte beizulegen, Eine der treibenden Kräfte war der damalige Vorsitzende der Evangelischen Allianz, Michael Diener. Insbesondere wollte man für Opfer von geistlichem Missbrauch und sexueller Gewalt einen Anlaufpunkt schaffen. Gründungsmitglieder der Clearingstelle waren sechs ehrenamtlich tätige Fachleute: der ehemalige Beauftragte zur Beratung über neue religiöse Bewegungen im Dekanatsbezirk und Kirchenkreis München, Diakon Rudi Forstmeier (München), der Leiter der Beratungsstelle „Leben im Kontext“, Rolf Gersdorf (Dortmund), die Theologin und psychologische Beraterin Martina Kessler (Gummersbach), die Klinikseelsorgerin Gudrun Siebert (Hemer), der Leiter des Evangelischen Fachverbandes für Sexualethik und Seelsorge Weißes Kreuz, Rolf Trauernicht (Ahnatal bei Kassel), und der Vorsitzende des Stille- und Seelsorgezentrums Betberg, Hanspeter Wolfsberger (Betberg bei Freiburg).
Allerdings wurde die Clearingstelle in der Folge nur sehr selten in Anspruch genommen. Von der Grundkonzeption her setzt die Clearingstelle auf den Willen aller Beteiligten zur Zusammenarbeit und daher kaum mit Machtmitteln ausgestattet, was im Einzelfall auch Gegenstand von Kritik wurde. 2021 wurde bekannt, dass die Clearingstelle ihre Arbeit ausweiten und auch im Sinne von Vorbeugung von religiösem Machtmissbrauch vermehrt öffentlichkeitswirksam tätig sein will. Offiziell ist sie einer der offiziellen Arbeitskreise der EAD (siehe oben) und nennt sie sich nunmehr „Plattform Religiöser Machtmissbrauch“; die Leitung hat seit der Gründung Martina Kessler inne.

### Veranstaltungen der EAD
Die Evangelische Allianz Deutschland organisiert jährlich drei Hauptveranstaltungen:
- die „Internationale Gebetswoche“ (Allianzgebetswoche) Anfang Januar, die an ca. 1000 Orten stattfindet und ca. 300.000 Besucher zählt.[66]
- die seit 1886 (mit kurzzeitigen Unterbrechungen) jährlich stattfindende Bad Blankenburger „Allianzkonferenz“ Anfang August mit ca. 2500 Teilnehmern.[67]
- das seit 1998 jährlich stattfindende Spring-Festival, das seit 2010 in Willingen/Upland mit rund 3000 Teilnehmern in der Woche nach Ostern stattfindet, seit 2018 unter der Leitung von Armin Jans.
- den „Gebetstag für verfolgte Christen“, jeweils im November jeden Jahres.

Zusätzlich ist die Evangelische Allianz Deutschland einer der wesentlichen Initiatoren und Unterstützer des „30-Tage-Gebets für die islamische Welt“, das jeweils parallel zum islamischen Ramadan stattfindet.

### Spendenprüfzertifikat
Die Deutsche Evangelische Allianz vergibt ein Spendensiegel an Organisationen, bei denen die Verwendung der anvertrauten Spendengelder in ihrem Sinne sichergestellt ist. Eine Liste der Organisationen, die das Spendensiegel erhalten haben, kann online abgerufen werden.

## Evangelisches Allianzhaus in Bad Blankenburg

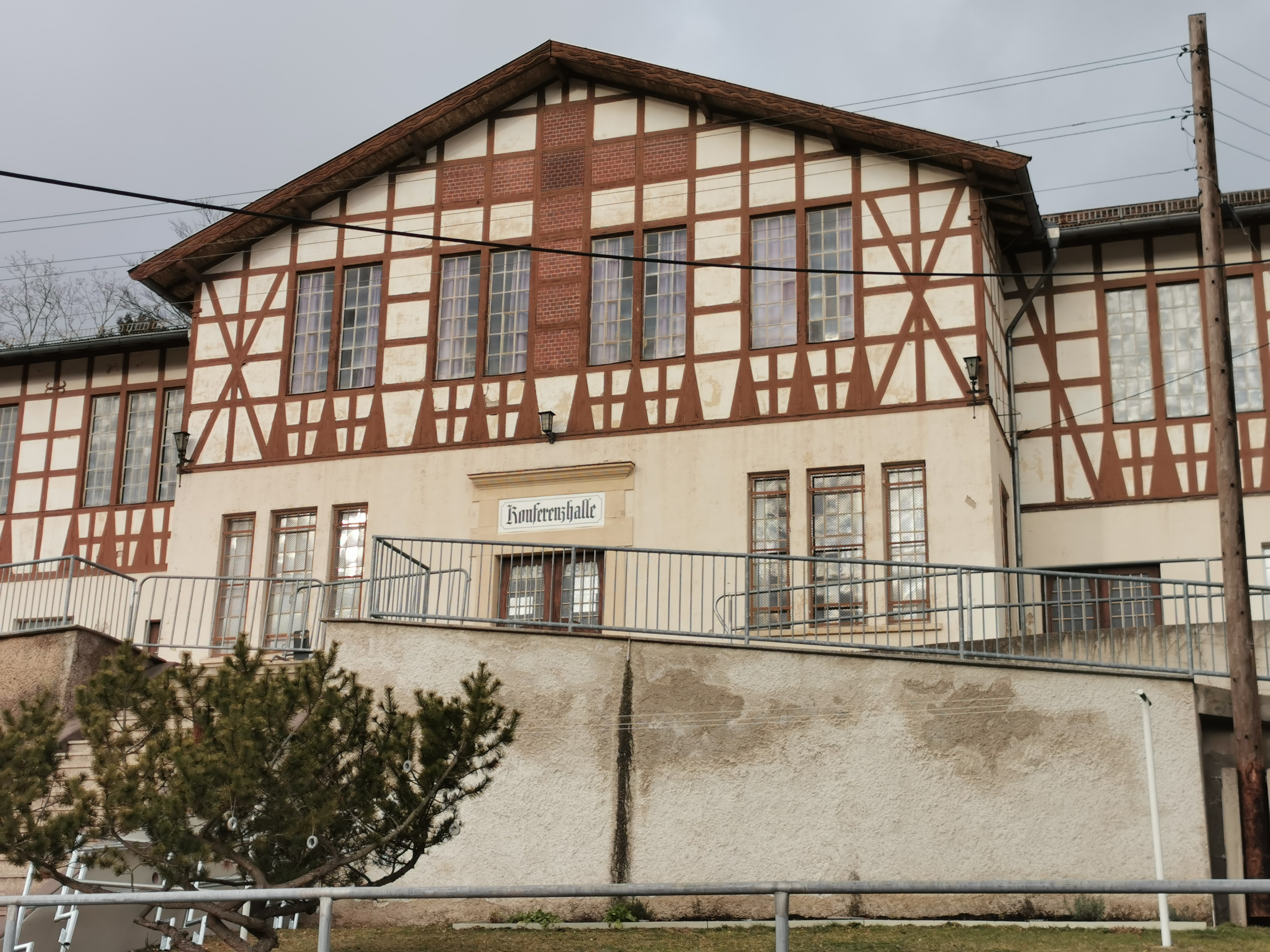
Das historische Eingangsportal zur Konferenzhalle mit dem ins Fachwerk integrierten Kreuzsymbol

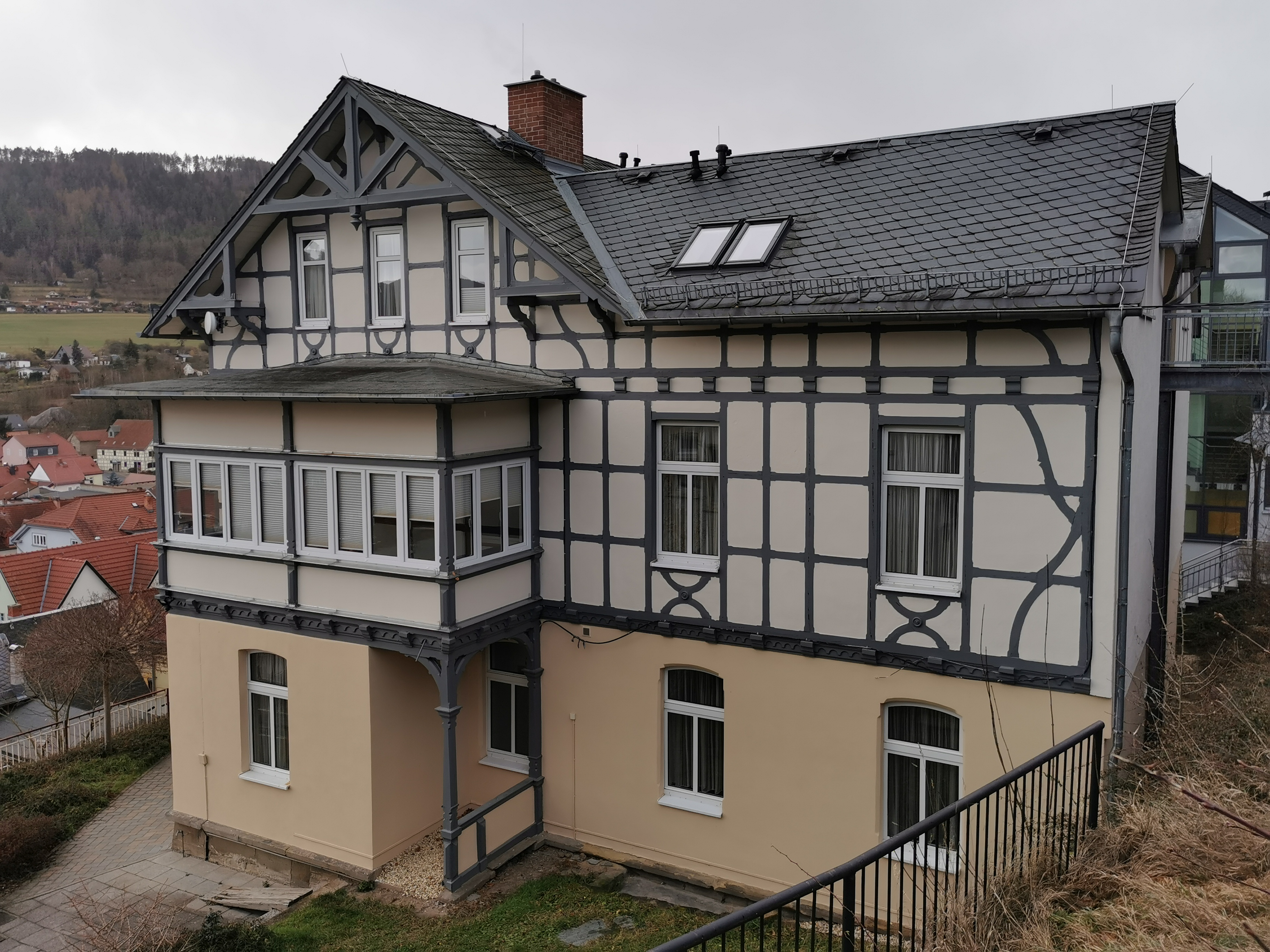
Die zum Komplex des Allianzhauses gehörige Villa Frieden

Im thüringischen Bad Blankenburg befindet sich bereits seit dem neunzehnten Jahrhundert die Zentrale der Deutschen Evangelischen Allianz, das „Evangelische Allianzhaus“. Anna Thekla von Weling ließ hier – unweit des Fröbel-Hauses – seinerzeit die ehemalige Villa Greifenstein zu einer Tagungsstätte umbauen und weitere Gebäude errichten, um die Allianzkonferenzen beherbergen zu können. Dabei wurde auch ein großer Konferenzsaal, ein Fachwerkbau, errichtet, der – äußerlich wenig verändert – bis heute seine Funktion erfüllt. Das historische Ensemble wurde im Laufe der Zeit – unter behutsamem Umgang mit der alten Bausubstanz – großzügig ausgebaut und beherbergt unter anderem die Geschäftsstelle der Deutschen Evangelischen Allianz. Zugleich dient der Gebäudekomplex als Schulungs- und Tagungszentrum sowie als nationales und internationales Freizeit- und Begegnungszentrum, wobei auch ein Hotel und fünf Gästehäuser angeschlossen sind.
Von 1906 bis 1910 hatte Ernst Modersohn die Leitung inne.

## Politische und gesellschaftliche Positionen
Die EAD bezieht Stellung zu weltanschaulichen, ethischen, wirtschaftlichen und politischen Themen, beispielsweise zu Religionsfreiheit, Christenverfolgung, Menschenhandel, sozialer Gerechtigkeit, Abtreibung oder Homosexualität und vertritt dabei weitgehend konservative Positionen.
In Anknüpfung an die in der Präambel des Grundgesetzes genannte Verantwortung vor Gott und das historische politische Engagement der evangelischen Allianz gegen Sklaverei und wirtschaftliche Ausbeutung und für Religionsfreiheit fordert die EAD die evangelische Christenheit auf, sich politisch für ihr Land zu engagieren.
Die Allianz beruft seit 1999 einen „Beauftragten am Sitz des Deutschen Bundestages und der Bundesregierung“ und ist eine von über 2000 auf der Lobbyliste beim Deutschen Bundestag eingetragenen Organisationen. Die bisherigen Beauftragten:
- 1999–2016: Wolfgang Baake (bis 2014 ehrenamtlich)
- 2016–2022: Uwe Heimowski
- seit 2022: Frank Heinrich in seiner Funktion als Vorstand der Allianz

Eine ausführliche Stellungnahme zum Verhältnis von Christsein und Politik wurde 2009 unter der Überschrift Sucht der Stadt Bestes herausgegeben. In einem Vorwort schrieb der damalige Generalsekretär Hartmut Steeb:
„Die Anhänger sollten in Parteien mitarbeiten und dort biblisch-ethische Wertmaßstäbe bewusst einbringen“; bereit sein „zur Übernahme öffentlicher Verantwortung in Haus, Schule, Betrieb, Bezirksbeirat, Stadtrat, als Schöffe …“; „den Mund auftun im persönlichen Umkreis, im Unterricht, im Betrieb, bei Veranstaltungen, im Gespräch mit politisch Verantwortlichen“; „Leserbriefe an Zeitungen und Zeitschriften, Rundfunkanstalten und Fernsehsender schreiben“.
Als ihren kirchenpolitischen Auftrag sieht die Allianz laut Hartmut Steeb, „so weit als möglich darauf hinzuwirken, dass die Selbstbindung an Bibel und Bekenntnis beachtet bleibt“ und „auf unbiblische Bewegungen mit theologisch fundierten öffentlichen Stellungnahmen und kritischer Auseinandersetzung [zu] reagieren“.
Es gehe darum, meinte Steeb, „dass sich unsere Gesellschaft zur ,christlichen Leitkultur' stellt“. Ein weltanschaulich neutraler Staat habe keine gute Zukunft. „Werteungebundene Toleranz macht Deutschland zum gefundenen Fressen einer auf Expansion und Aufrichtung einer islamischen ,Gottes-Staat-Ideologie' ausgerichteten islamischen Weltsicht.“
Als Verfechter einer allgemeinen Religionsfreiheit distanzierte sich die Allianz 2010 deutlich vom International Burn a Koran Day; andererseits ist sie wesentlicher Initiator des „30-Tage-Gebetes für die islamische Welt“ in Deutschland. Die 2018 von der Bundesregierung beschlossene Einrichtung der Stelle eines Beauftragten für weltweite Religions- und Weltanschauungsfreiheit sieht die Allianz im Wesentlichen als Ergebnis ihrer Lobbyarbeit.
Zur Homosexualität äußert sich die EAD überwiegend kritisch. Jedoch entschuldigte sich der damalige Vorsitzende Jürgen Werth 2011 auf dem Evangelischen Kirchentag in Dresden bei den Homosexuellen für Respektlosigkeit und schlimme Erfahrungen durch einzelne Evangelikale. Im Jahr 2015 ging der Vorsitzende der EAD, Michael Diener, auf die gegenteilige Position zu und sprach sich für die Anerkennung von Menschen aus, „die ihre Homosexualität geistlich für sich geklärt haben und sich von Gott nicht zur Aufgabe dieser Prägung aufgefordert sehen“. Diener vertrat damit ausdrücklich einen pluralen Standpunkt und löste eine weitreichende innerevangelikale Diskussion aus, die im Nachrichtenmagazin Idea öffentlich ausgetragen wurde. Letztlich gab Michael Diener eine einlenkende Erklärung ab.
Die 2006 in die Kritik geratenen Versuche einiger Lehrer, kreationistische Inhalte in die schulische Ausbildung einfließen zu lassen, verteidigte die EAD mit dem Verweis auf die Meinungsfreiheit.